# دانیل کاردناس
دانیل کاردناس (انگلیسی: Daniel Cárdenas؛ زادهٔ ۲۸ مارس ۱۹۹۷) بازیکن فوتبال است.